# Christine Winter (Historikerin)
Christine Winter (* vor 1990) ist eine deutsche und australische Theologin und Historikerin. Ihr Hauptinteresse sind die pazifisch-europäischen Beziehungen im 19. und 20. Jahrhundert. Seit 2016 ist sie Associate Professor an der Flinders University of South Australia.

## Laufbahn
Winter studierte Theologie an den Universitäten Erlangen, Tübingen und Hamburg und schloss 1991 mit der Landeskirchlichen Aufnahmeprüfung ab. In den 1990er Jahren ging sie nach Australien. Sie erlangte 2005 einen PhD an der Research School of Pacific and Asian Studies der Australian National University. Im Jahr 2010 erhielt sie ein Forschungsstipendium an der University of Queensland und untersuchte „Legacies of the German Empire in Oceania“ zur Transformation der deutschen Identität in der Zeit zwischen den beiden Weltkriegen. Seit 2013 ist sie ARC Future Fellow, REGS (Race and Ethnicity in the Global South), an der University of Sydney.

## Forschung und Lehre
„German Mixed-Race Diasporas in the Global South: Science, politics and identity transformation - Polynesian—German relations and the struggle of Japanese—Germans for racial exemption. From War trophies to Curios: ethnographic objects from Ex-German New Guinea.“ Zusammen mit Barry Craig, Museum of South Australia und Ron Vanderwal. „Dilemmas of Humanitarianism in the Asia Pacific region, 1941-1965“ – mit Tessa Morris Suzuki und Keiko Tamura.
In ihrer Forschung ab 2016 untersucht sie die Identität und die politisch-historischen Zusammenhänge der gemischten deutschen Diaspora im globalen Süden.

## Veröffentlichungen (Auswahl)
- The Long Arm of the Third Reich: Internment of New Guinea Germans in Tatura. In: The Journal of Pacific History. Bd. 38, H. 1, 2003, S. 85–108.
- Looking after one's own: the rise of Nationalism and the Politics of the Neuendettelsauer Mission in Australia, New Guinea and Germany (1921–1933). Peter Lang, Berlin 2012.
- Geoffrey Gray, Doug Munro and Christine Winter (ed.): Scholars at War: Australasian Social Scientists, 1939–1945. ANU ePress, Canberra 2012.
- Changing Frames Identity and Citizenship of New Guineans of German Heritage during the Interwar Years. In: The Journal of Pacific History. Bd. 47, H. 3, 2012, S. 347–367.
- Barry Craig, Ron Vanderwal and Christine Winter, War Trophies or Curios? The War Museum Collection in Museum Victoria 1915-1920, Melbourne Museum Press, 2015.
- ‘”the theatre with the most meagre audience”: war trophies from ex-German New Guinea’, Cogent Arts & Humanities, 2015, 2: 1073656
- ‘Disloyalty at Sword-point: an Ongoing Conversation about Wartime New Guinea, 1939–1945’, Journal of Historical Biography, Vol 16, Autumn 2014, pp. 202–222.
- Limits of impartiality: The delegates of the International Committee of the Red Cross in Australia during the Second World War, History Australia, Vol. 10, No. 2, 2013, pp. 56–74.
- Lingering Legacies of German Colonialism: ‘Mixed Race’ Identities in Oceania, Farida Fozdar and Kirsten McGavin (Eds.), Mixed Race Identities in Australia, New Zealand and the Pacific Islands (Routledge Studies in Anthropology), Routledge, 2017, pp. 147–161.
- ‘National Socialism and the German (mixed-race) Diasporas in Oceania’, in Michael Mann and Jürgen G. Nagel (Eds.), Europa Jenseits der Genzen, Heidelberg, Draupadi-Verlag 2015, pp. 228–248.